# Bridelia sikkimensis
Bridelia sikkimensis är en emblikaväxtart som beskrevs av Karl Gehrmann. Bridelia sikkimensis ingår i släktet Bridelia och familjen emblikaväxter. Inga underarter finns listade i Catalogue of Life.